# Al-Gharati Magyed
Al-Gharati Magyed (Pécs, 1995. szeptember 15. –) jemeni-magyar humorista, a Stand Up Comedy Humortársulat felfedezettje. A Showder Klubban 2015. november 16-án lépett fel először, mint a műsor addigi legfiatalabb humoristája.

## Magánélete
Édesapja jemeni származású orvos, aki 1989-ben érkezett Magyarországra. Édesanyja magyar származású. Magyed 4 éves korában költözött családjával Pécsről Dombóvárra, ahol a József Attila általános iskolában, majd később az Illyés Gyula gimnáziumban tanult. Életmódjában ötvöződnek az arab és a magyar kultúra szokásai, erről sokszor a színpadon is viccelődik.

## Pályája humoristaként
- 2013-ban megnyerte a Stand UP Comedy Humortársulat Humortechnikum nevezetű országos tehetségkutató versenyét, ahol 20 év alatti középiskolás diákok indulhattak. ( Ma már kortól függetlenül lehet jelentkezni a versenyre.)  A Humortechnikumba való nevezésekor 18 éves volt. A verseny megnyerésével felvételt nyert a Stand Up Comedy Humortársulatba (régebben KOmédia Stúdió Humortársulatba), aminek azóta is tagja, állandó fellépője.
- 2015-ben a Humortechnikum nagykövete lett.
- Ugyanebben az évben leszerződött az RTL saját gyártású műsorába a Showder Klubba, ahol azóta is ő a legfiatalabban debütáló humorista.
- A 2020-as Humortechnikum állandó műsorvezetője lett, mint a verseny első nyertese, és nagykövete.